# Matthew Coward-Holley
Matthew Coward-Holley (14 de dezembro de 1994) é um atirador esportivo britânico, medalhista olímpico.

## Carreira
Coward-Holley foi um jogador de rúgbi promissor quando adolescente, mas duas lesões graves nas costas com fratura nas vértebras interromperam sua trajetória. Porém, ele se dedicou ao tiro esportivo e participou dos Jogos Olímpicos de Verão de 2020 em Tóquio, onde participou da prova de fossa olímpica, conquistando a medalha de bronze.